# Temporada 1979-80 de los Houston Rockets
La temporada 1979-80 fue la novena de los Houston Rockets en su nueva localización de Texas, y la decimotercera en la NBA, tras haber jugado las cuatro primeras en San Diego (California). La temporada regular acabó con 41 victorias y 41 derrotas, ocupando el cuarto puesto de la conferencia Oeste, clasificándose para los playoffs, en los que cayó en semifinales de conferencia ante Boston Celtics.

## Elecciones en elDraft
| Ronda | Puesto | Jugador       | Posición | Nacionalidad   | Universidad       |
| ----- | ------ | ------------- | -------- | -------------- | ----------------- |
| 1     | 17     | Lee Johnson   |          | Estados Unidos | East Texas State* |
| 2     | 42     | Paul Mokeski  |          | Estados Unidos | Kansas            |
| 5     | 104    | Allen Leavell |          | Estados Unidos | Oklahoma City     |

## Temporada regular
| División Central    | División Central | División Central | División Central | División Central | División Central | División Central | División Central | División Central |
| Equipo              | G                | P                | %                | PD               | Casa             | Fuera            | Div              |                  |
| ------------------- | ---------------- | ---------------- | ---------------- | ---------------- | ---------------- | ---------------- | ---------------- | ---------------- |
| y-Atlanta Hawks     | 50               | 32               | .610             | –                | 32–9             | 18–23            | 21–9             |                  |
| x-Houston Rockets   | 41               | 41               | .500             | 9                | 29–12            | 12–29            | 20–10            |                  |
| x-San Antonio Spurs | 41               | 41               | .500             | 9                | 27–14            | 14–27            | 14–16            |                  |
| Cleveland Cavaliers | 37               | 45               | .451             | 13               | 28–13            | 9–32             | 16–14            |                  |
| Indiana Pacers      | 37               | 45               | .451             | 13               | 26–15            | 11–30            | 15–15            |                  |
| Detroit Pistons     | 16               | 66               | .195             | 34               | 13–28            | 3–38             | 4–26             |                  |

## Playoffs

### Primera ronda
Houston Rockets vs. San Antonio Spurs 
| Fecha      | Partido                                    | Ciudad      |
| ---------- | ------------------------------------------ | ----------- |
| 2 de abril | Houston Rockets 95, San Antonio Spurs 85   | Houston     |
| 4 de abril | San Antonio Spurs 106, Houston Rockets 101 | San Antonio |
| 6 de abril | Houston Rockets 141, San Antonio Spurs 120 | Houston     |
|            | Houston Rockets gana las series 2-1        |             |

### Semifinales de Conferencia
Boston Celtics vs. Houston Rockets 
| Fecha       | Partido                                 | Ciudad  |
| ----------- | --------------------------------------- | ------- |
| 9 de abril  | Boston Celtics 119, Houston Rockets 101 | Boston  |
| 11 de abril | Boston Celtics 95, Houston Rockets 75   | Boston  |
| 13 de abril | Houston Rockets 81, Boston Celtics 100  | Houston |
| 14 de abril | Houston Rockets 121, Boston Celtics 138 | Houston |
|             | Boston Celtics gana las series 4-0      |         |

## Estadísticas
| Rk | Jugador          | Edad | P  | PT | MP   | TC  | TCI  | %TC  | T3  | T3I | %T3   | TL  | TLI | %TL  | RO  | RD  | RT   | AS  | RB  | TAP | BP  | FP  | PTS  |
| -- | ---------------- | ---- | -- | -- | ---- | --- | ---- | ---- | --- | --- | ----- | --- | --- | ---- | --- | --- | ---- | --- | --- | --- | --- | --- | ---- |
| 1  | Moses Malone     | 24   | 82 |    | 38.3 | 9.5 | 18.9 | .502 | 0.0 | 0.1 | .000  | 6.9 | 9.5 | .719 | 7.0 | 7.5 | 14.5 | 1.8 | 1.0 | 1.3 | 3.7 | 2.6 | 25.8 |
| 2  | Calvin Murphy    | 31   | 76 |    | 35.2 | 8.2 | 16.7 | .493 | 0.0 | 0.3 | .040  | 3.6 | 4.0 | .897 | 0.9 | 1.1 | 2.0  | 3.9 | 1.9 | 0.1 | 2.1 | 3.5 | 20.0 |
| 3  | Robert Reid      | 24   | 76 |    | 30.3 | 5.5 | 11.3 | .487 | 0.0 | 0.0 | .000  | 2.0 | 2.7 | .736 | 1.8 | 4.0 | 5.8  | 3.2 | 1.7 | 0.8 | 2.2 | 3.7 | 13.0 |
| 4  | Rudy Tomjanovich | 31   | 62 |    | 29.6 | 6.0 | 12.5 | .476 | 0.4 | 1.3 | .278  | 1.9 | 2.4 | .803 | 2.1 | 3.6 | 5.8  | 1.8 | 0.5 | 0.2 | 1.6 | 2.6 | 14.2 |
| 5  | Allen Leavell    | 22   | 77 |    | 27.6 | 4.3 | 8.5  | .503 | 0.0 | 0.2 | .158  | 2.3 | 2.9 | .814 | 0.7 | 1.6 | 2.4  | 5.4 | 1.6 | 0.4 | 2.7 | 2.6 | 10.9 |
| 6  | Billy Paultz     | 31   | 37 |    | 26.5 | 3.7 | 7.9  | .473 | 0.0 | 0.0 |       | 1.2 | 2.2 | .524 | 2.5 | 4.7 | 7.2  | 1.9 | 0.6 | 1.1 | 1.5 | 2.3 | 8.6  |
| 7  | Rick Barry       | 35   | 72 |    | 25.2 | 4.5 | 10.7 | .422 | 1.0 | 3.1 | .330  | 2.0 | 2.1 | .935 | 0.7 | 2.5 | 3.3  | 3.7 | 1.1 | 0.4 | 2.1 | 2.5 | 12.0 |
| 8  | Tom Henderson    | 28   | 66 |    | 23.5 | 2.3 | 4.9  | .477 | 0.0 | 0.0 | .000  | 0.8 | 1.2 | .727 | 0.5 | 1.2 | 1.7  | 4.2 | 0.8 | 0.1 | 1.5 | 1.6 | 5.5  |
| 9  | Mike Dunleavy    | 25   | 51 |    | 20.3 | 2.9 | 6.3  | .464 | 0.1 | 0.4 | .150  | 2.2 | 2.6 | .828 | 0.5 | 1.5 | 2.0  | 4.1 | 0.8 | 0.1 | 2.2 | 2.4 | 8.0  |
| 10 | Major Jones      | 26   | 82 |    | 18.8 | 2.3 | 4.8  | .480 | 0.0 | 0.0 | .333  | 0.7 | 1.3 | .565 | 1.8 | 2.9 | 4.6  | 0.8 | 0.6 | 0.8 | 1.4 | 2.3 | 5.3  |
| 11 | Dwight Jones     | 27   | 21 |    | 13.2 | 2.4 | 5.7  | .420 | 0.0 | 0.0 |       | 1.3 | 1.7 | .750 | 1.5 | 2.0 | 3.4  | 0.5 | 0.2 | 0.2 | 1.0 | 2.3 | 6.0  |
| 12 | Rudy White       | 26   | 9  |    | 11.8 | 1.4 | 2.7  | .542 | 0.0 | 0.0 |       | 1.1 | 1.4 | .769 | 0.0 | 1.0 | 1.0  | 0.6 | 0.6 | 0.0 | 0.9 | 0.9 | 4.0  |
| 13 | John Shumate     | 27   | 29 |    | 11.4 | 1.2 | 2.2  | .531 | 0.0 | 0.0 |       | 1.1 | 1.5 | .750 | 0.9 | 1.9 | 2.7  | 0.8 | 0.3 | 0.3 | 0.9 | 1.3 | 3.5  |
| 14 | Paul Mokeski     | 23   | 12 |    | 9.4  | 0.9 | 2.8  | .333 | 0.0 | 0.0 |       | 0.6 | 0.8 | .778 | 1.2 | 1.3 | 2.4  | 0.2 | 0.1 | 0.5 | 0.8 | 2.0 | 2.4  |
| 15 | Alonzo Bradley   | 26   | 22 |    | 4.4  | 0.8 | 2.2  | .354 | 0.0 | 0.0 | 1.000 | 0.3 | 0.4 | .667 | 0.1 | 0.2 | 0.3  | 0.1 | 0.1 | 0.0 | 0.4 | 0.4 | 1.9  |

## Galardones y récords
| Jugador      | Galardón                              |
| Moses Malone | 2.º Mejor quinteto de la NBA All-Star |